# Pseudacris brachyphona
Az Pseudacris brachyphona a kétéltűek (Amphibia) osztályának békák (Anura) rendjébe és a levelibéka-félék (Hylidae) családjába tartozó faj.

## Előfordulása
A faj az Egyesült Államok endemikus faja. Megtalálható Pennsylvania, Maryland, Ohio, Kentucky, Nyugat-Virginia, Alabama, Mississippi és Tennessee államban, gyakran a vizektől nagyobb távolságban. Természetes élőhelye mérsékelt égövi erdők, folyók, időszakos folyók, időszakos édesvizű mocsarak, édesvizű források, pocsolyák, nyílt színi fejtések, csatornák, árkok. A fajt élőhelyének elvesztése fenyegeti.

## Megjelenése
A Pseudacris brachyphona kis méretű békafaj. Színe a szürke és a barna különböző árnyalata lehet. Termete zömök, feje széles. A kifejlett példány 2,5–3 cm-es méretűre nőhet meg. A hímek mérete valamivel kisebb a nőstényekénél. A szemek közt jellegzetes háromszög, a felső ajkon fehér csík  látható. A hímek torka sötétebb.

## Hangja
A Pseudacris brachyphona hangja jellegzetes, gyorsan, akár percenként 50–70-szer is ismétlődő hang, mely akár 400 méter távolságban is hallható.